# (524) Fidelio
(524) Fidelio ist ein Asteroid des Hauptgürtels, der am 14. März 1904 vom deutschen Astronomen Max Wolf in Heidelberg entdeckt wurde. 
Benannt wurde der Asteroid nach dem Pseudonym der Leonora aus Beethovens Oper Fidelio.